# Marguerite xứ Provence
Marguerite xứ Provence (tiếng Pháp: Marguerite de Provence; 1221 – 20 tháng 12 năm 1295) là Vương hậu của Pháp với tư cách là phối ngẫu của Vua Louis IX.

## Cuộc sống ban đầu
Marguerite sinh vào mùa xuân năm 1221 tại Forcalquier. Bà là con gái cả trong số bốn cô con gái của Ramon Berenguer IV và Béatrice de Savoie, Bá tước và bá tước phu nhân xứ Provence. Các em gái của bà đều là vương hậu: Eleanor của Anh, Vương hậu Sanchia của Đức và Vương hậu Beatrice xứ Sicily. Bà đặc biệt thân thiết với Eleanor, người em mà bà gần bằng tuổi, và cũng là người mà bà duy trì mối quan hệ thân thiện cho đến khi họ già đi.

## Làm vương hậu
Năm 1233, mẹ chồng bà là Blanca của Castilla đã cử một trong những hiệp sĩ của mình đến Provence, một phần để bù đắp cho Raymond VII, Bá tước xứ Toulouse, một phần để gặp Marguerite, người mà có vẻ đẹp duyên dáng đã được nhắc đến rộng rãi. Marguerite và cha bà đã tiếp đãi những hiệp sĩ rất tốt, và ngay sau đó Blanca đang đàm phán với Bá tước xứ Provence, để con gái ông có thể kết hôn với vị vua trẻ. Marguerite được chọn làm đối tượng xứng đôi cho nhà vua vì lòng sùng kính tôn giáo và phong thái lịch sự hơn là sắc đẹp của bà. Bà được cha mẹ đưa đến Lyon để ký hiệp ước hôn nhân. Từ đó, bà được được các chú từ những xứ Savoy, William và Thomas hộ tống đến đám cưới của mình ở Sens. Vào ngày 27 tháng 5 năm 1234 ở tuổi 13, Marguerite trở thành vợ của Louis IX của Pháp và là vương hậu của Pháp. Bà đã đăng quang vào ngay ngày hôm sau. Lễ cưới và lễ đăng quang trở thành vương hậu của bà được cử hành tại nhà thờ Sens.
Cuộc hôn nhân này là một khó khăn trong nhiều khía cạnh. Blanca, mẹ chồng Marguerite vẫn có ảnh hưởng mạnh mẽ đối với con trai, và sẽ là như vậy trong suốt cuộc đời của bà. Như một dấu hiệu cho thấy quyền lực của mình, ngay sau đám cưới, Blanca đã sa thải các chú của Marguerite và tất cả những người hầu mà bà đã mang theo từ thời thơ ấu, khiến Marguerite và Blanca oán giận nhau ngay từ đầu, tạo nên mối thù mẹ chồng - con dâu sâu sắc kéo dài nhiều năm sau.
Trong những năm đầu của cuộc hôn nhân, bà và Louis đã có một mối quan hệ êm ấm. Cha giải tội dòng Phanxicô của bà, William de St. Pathus, kể rằng vào những đêm lạnh giá, Marguerite sẽ quàng một chiếc áo choàng quanh vai Louis, khi người chồng sùng đạo sâu sắc của bà đứng dậy cầu nguyện. Một giai thoại khác được ghi lại bởi St. Pathus liên quan đến việc Marguerite cảm thấy rằng trang phục giản dị của Louis không phù hợp với phẩm giá hoàng gia của ông, và Louis trả lời rằng ông sẽ ăn mặc như bà muốn, nếu Marguerite cũng ăn mặc như ông muốn.
Họ thích cưỡi ngựa cùng nhau, đọc sách và nghe nhạc. Việc nhà vua và triều đình bị thu hút bởi vương hậu mới trẻ đẹp chỉ khiến Blanche thêm ghen tị, và bà đã cố gắng giữ khoảng cách cho nhà vua và vương hậu xa nhau càng nhiều càng tốt.

### Trong cuộc Thập tự chinh thứ bảy
Marguerite đã đồng hành cùng Louis trong cuộc Thập tự chinh thứ bảy, cũng lần đầu tiên của họ. Em gái của bà, Beatrice cũng tham gia. Mặc dù ban đầu cuộc thập tự chinh đã đạt được một số thành công, như việc chiếm Damietta năm 1249, nhưng nó đã trở thành một thảm họa sau khi em trai của nhà vua bị giết và nhà vua sau đó bị bắt.
Vương hậu Marguerite chịu trách nhiệm đàm phán và thu thập đủ bạc cho tiền chuộc chồng. Vì vậy, trong một thời gian ngắn, bà là người phụ nữ duy nhất từng dẫn đầu một cuộc thập tự chinh. Năm 1250, khi ở Damietta, nơi bà trước đó cùng năm đã duy trì thành công trật tự, bà sinh ra John Tristan.
Biên niên sử Jean de Joinville, một người không phải là linh mục, báo cáo những sự việc chứng tỏ sự dũng cảm của Marguerite sau khi Louis bị bắt làm tù binh ở Ai Cập: bà đã hành động dứt khoát để đảm bảo nguồn cung cấp lương thực cho những người theo đạo Thiên Chúa ở Damietta, và đi xa đến mức yêu cầu hiệp sĩ canh gác giết mình và đứa con trai mới sinh nếu thành phố này rơi vào tay người Ả Rập. Bà cũng thuyết phục một số người sắp rời đi nên ở lại Damietta và bảo vệ nó. Joinville cũng kể lại những sự việc chứng tỏ tính hài hước của Marguerite, chẳng hạn như trong một lần Joinville gửi cho bà một ít vải mịn và khi vương hậu nhìn thấy sứ giả của mình đến mang theo chúng, bà đã nhầm lẫn quỳ xuống vì nghĩ rằng anh ta đang mang thánh tích cho bà. Khi nhận ra sai lầm của mình, bà bật cười và ra lệnh cho sứ giả, "Hãy nói với chủ nhân của ngươi những ngày xấu đang chờ đợi ông ta, vì ông ta đã bắt ta phải quỳ gối trước vải làm bằng lông lạc đà!"
Tuy nhiên, Joinville cũng nhận xét với sự phản đối đáng chú ý rằng Louis hiếm khi hỏi thăm vợ con. Trong một thời điểm cực kỳ nguy cấp, lúc một cơn bão khủng khiếp trên chuyến đi biển trở về Pháp từ cuộc Thập tự chinh, Marguerite đã cầu xin Joinville làm điều gì đó để giúp đỡ; ông ta bảo bà cầu nguyện để được giải cứu, và thề rằng khi họ đến Pháp, bà sẽ hành hương và dâng một con tàu vàng có hình ảnh của nhà vua, bản thân và các con của bà để cảm ơn vì họ đã thoát khỏi cơn bão. Marguerite chỉ có thể trả lời rằng bà không dám thề như vậy nếu không có sự cho phép của nhà vua, bởi vì khi Louis phát hiện ra rằng bà đã làm như vậy, ông sẽ không bao giờ để bà đi hành hương. Cuối cùng, Joinville đã hứa với bà rằng nếu bà thực hiện lời thề, Joinville sẽ hành hương thay bà, và khi họ đến Pháp, ông đã làm như vậy.

### Vai trò trong chính trị
Sự lãnh đạo của bà trong suốt cuộc thập tự chinh đã mang lại uy tín quốc tế cho bà và sau khi bà trở về Pháp, Marguerite thường được yêu cầu hòa giải các tranh chấp. Tuy nhiên, bà sợ hãi tham vọng của em trai chồng mình là Charles, và củng cố mối quan hệ với em gái Éléonore và chồng cô là Henry III của Anh như một đối trọng. Năm 1254, bà và chồng mời họ đến nghỉ Giáng sinh ở Paris.
Sau đó, vào năm 1259, Hiệp ước Paris ra đời kể từ khi mối quan hệ giữa Louis và Henry III của Anh được cải thiện. Marguerite có mặt trong cuộc đàm phán, cùng với tất cả các chị em gái và mẹ của bà.
Trong những năm sau đó, Louis trở nên phật ý với tham vọng của Marguerite. Có vẻ như khi nói đến chính trị hoặc ngoại giao, bà thực sự có tham vọng, nhưng hơi kém cỏi. Một phái viên người Anh tại Paris vào những năm 1250 đã báo cáo với Anh, rõ ràng với một chút ghê tởm, rằng "Vương hậu Pháp tẻ nhạt trong lời nói và việc làm", và từ báo cáo của phái viên về cuộc trò chuyện của ông với vương hậu cũng cho rằng bà đang cố gắng tạo cơ hội cho bản thân tham gia vào các công việc của nhà nước mặc dù phái viên không ấn tượng với nỗ lực của bà. Sau cái chết của con trai cả Louis vào năm 1260, Marguerite đã ép người con trai kế tiếp, Philippe, tuyên thệ rằng dù ở tuổi nào khi kế vị ngai vàng, cậu sẽ phải ở dưới sự giám hộ của bà cho đến năm ba mươi tuổi. Khi Louis phát hiện ra lời tuyên thệ, ông lập tức yêu cầu giáo hoàng miễn cho Philip với lý do bản thân ông không cho phép, và giáo hoàng ngay lập tức đồng ý, chấm dứt nỗ lực của Marguerite để biến mình thành Blanca của Castilla thứ hai. Marguerite sau đó cũng thất bại trong việc tác động đến cháu trai Edward I của Anh để tránh một hợp đồng kết hôn cho một trong những cô con gái của ông, để thúc đẩy mối quan tâm đến quê hương mình là Provence đối với em rể bà, Charles xứ Anjou, người đã kết hôn với em gái út của bà, Beatrice.

## Làm thái hậu
Sau cái chết của Louis trong cuộc thập tự chinh thứ hai của ông vào năm 1270, trong thời gian ở lại Pháp, bà trở lại Provence. Bà trở thành một nhân vật hoạt động chính trị sâu sắc hơn sau cái chết của chồng. Bà rất cấp bách, đến mức đã gia tăng quân số trong việc bảo vệ quyền lợi của mình ở Provence, nơi em trai của chồng bà, Charles xứ Anjou duy trì quyền lực chính trị và quyền kiểm soát tài sản sau cái chết của vợ (em gái Marguerite), trái với ý định của bá tước cũ, người đã qua đời vào năm 1245. Bà hết lòng vì em gái mình là vương hậu Élénore nước Anh, và họ vẫn giữ liên lạc cho đến khi Éléonore qua đời vào năm 1291. Những năm cuối cùng của cuộc đời, bà đã dành để làm những công việc ngoan đạo, bao gồm cả việc thành lập nữ tu Dòng Phanxicô Lourcines vào năm 1289. Marguerite qua đời ở Paris, tại tu viện Poor Clares mà bà đã thành lập vào ngày 20 tháng 12 năm 1295, ở tuổi 74. Bà được chôn cất gần nhưng không phải bên cạnh chồng mình tại Vương cung thánh đường Thánh Denis ngoại ô Paris. Phần mộ của bà, bên dưới bậc thềm bàn thờ không hề được đánh dấu bằng bia tưởng niệm, vì vậy vị trí của ngôi mộ không được biết rõ. Có lẽ vì lý do này, đây là ngôi mộ vương gia duy nhất trong vương cung thánh đường không bị cướp phá trong cuộc Cách mạng Pháp, và có lẽ vẫn còn nguyên vẹn cho đến ngày nay.

## Hậu duệ
Bà có 11 người con với Louis IX của Pháp:
1. Blanche (1240 – 29 tháng 4 năm 1243)
2. Isabelle (2 tháng 3 năm 1241 – 28 tháng 1 năm 1271), kết hôn với Thibaut II của Navarra.
3. Louis (25 tháng 2 năm 1244 – tháng 1 năm 1260)
4. Philippe III của Pháp (1 tháng 5 năm 1245 – 5 tháng 10 năm 1285), kết hôn lần đầu với Isabel xứ Aragón, người mà ông đã đề nghị, có hậu duệ bao gồm Philippe IV của Pháp và Charles, Bá tước xứ Valois. Ông kết hôn lần thứ hai với Marie xứ Brabant, cũng có hậu duệ, bao gồm cả Marguerite của Pháp.
5. Jean (sinh và mất 1248)
6. Jean Tristan (1250 – 3 tháng 8 năm 1270), sinh ra ở Ai Cập trong cuộc Thập tự chinh đầu tiên của cha mình và chết ở Tunisia vào lần thứ hai.
7. Peter (1251–1284)
8. Blanche (1253–1323), kết hôn với Ferdinand de la Cerda, Infante xứ Castile.
9. Marguerite (1254–1271), kết hôn với John I, Công tước xứ Brabant.
10. Robert, Bá tước xứ Clermont (1256 – 7 tháng 2 năm 1317), kết hôn với Beatrice xứ Burgundy, Quý cô xứ Bourbon, người mà ông đã đề nghị. Chính từ ông mà các vị vua triều Bourbon của Pháp có dòng dõi nam giới.
11. Agnes (c. 1260 – 19 tháng 12 năm 1327), kết hôn với Robert II xứ Bourgogne.

## Trích dẫn
- Costain, Thomas B. (1951). The Magnificent Century.
- Emmerson, Richard K. (2013). Key Figures in Medieval Europe: An Encyclopedia. Routledge. ISBN 978-1-136-77519-2.
- Hodgson, Natasha (2007). Women, Crusading and the Holy Land in Historical Narrative. Boydell.
- Howell, Margaret (2001). Eleanor of Provence: Queenship in Thirteenth-Century England. Blackwell Publishers Ltd.
- Joinville; Villehardouin (1963). Shaw, M.R.B. (biên tập). Joinville and Villehardouin: Chronicles of the Crusades. NY: Penguin Classics.
- Joinville; Villehardouin (2008). Smith, Caroline (biên tập). Chronicles of the Crusades. Penguin Classics.
- Murray, Jacqueline (1999). Conflicted Identities and Multiple Masculinities.
- Richardson, Douglas (2011). Plantagenet Ancestry: A Study In Colonial And Medieval Families (ấn bản thứ 2). ISBN 978-1-461-04513-7.
- Robson, Michael (2007). "Queen Isabella (c.1295/1358) and the Greyfriars: An example of royal patronage based on her accounts for 1357/1358". Franciscan Studies. Quyển 65. Franciscan Institute Publications. tr. 325–348. doi:10.1353/frc.2007.0006.
- Sanders, I.J. (1951). "The Texts of the Peace of Paris, 1259". The English Historical Review. Quyển 66 số 258. Oxford University Press. tr. 81–97. doi:10.1093/ehr/lxvi.cclviii.81.
- Shadis, Miriam (2010). Berenguela of Castile (1180–1246) and Political Women in the High Middle Ages. Palgrave Macmillan. ISBN 978-0-312-23473-7.